# دشتنه ف اورلیتسکیخ هوراخ
دشتنه ف اورلیتسکیخ هوراخ (به چکی: Deštné v Orlických horách) یک منطقهٔ مسکونی در جمهوری چک است که در ناحیه ریخنوف ناد کنیژنوو واقع شده‌است. دشتنه ف اورلیتسکیخ هوراخ ۶۲۵ نفر جمعیت دارد.